# Кларкфилд (город, Миннесота)
Кларкфилд (англ. Clarkfield) — город в округе Йеллоу-Медисин, штат Миннесота, США. На площади 2,8 км² (2,8 км² — суша, водоёмов нет), согласно переписи 2000 года, проживают 944 человека. Плотность населения составляет 0 чел./км².
- Телефонный код города — 320
- Почтовый индекс — 56223
- FIPS-код города — 27-11656[1]
- GNIS-идентификатор — 0641251[2]